# BoyGeorgeDJ.Com
BoyGeorgeDJ.Com è una doppia compilation di brani mixati, senza soluzione di continuità, dall'artista anglo-irlandese Boy George, pubblicata nel 2001, su etichetta Trust The DJ (TTDJ). Il lungo lavoro si distacca notevolmente dalle raccolte, pur simili nelle intenzioni, che l'hanno preceduto, dal punto di vista dello stile, conservandone comunque gli accostamenti improbabili (come tra vecchi brani reggae e nuovi pezzi progressive, per esempio), che sono diventati un marchio di fabbrica del Boy George reinventatosi DJ. D'altronde, l'artista non sembra aver fatto altro che applicare la sua politica di compositore pop/rock/soul/dance, solo per citare i filoni principali – basta una brevissima carrellata sui suoi ormai numerosi album solisti, per rendersi conto che non ce n'è uno uguale o simile all'altro – alla consolle.
Partendo da alcuni rappresentanti del breakbeat, come PMT, Dark Globe e altri, DJ George conduce il suo pubblico su una pista da ballo situata in territorio tribale, con tracce quali "Keep It Coming", di 7 featuring Mona Monet, e la pruriginosa "Bring Yourself", di Meat Katie, e via di séguito, fino alla totale euforia, provocata da moderni classici da discoteca, quali "Flight 643", di DJ Tiesto, e "Sputnik One", di Stylus Trouble, pezzi tiratissimi, che fanno alzare le braccia al cielo. Il primo dei due CD è decisamente più movimentato, ma anche il secondo non sembra essere da meno, a dispetto delle dichiarazioni riportate nel libretto, che pretenderebbero di definirlo maggiormente orientato verso il "chill-out", per definizione, più rilassato. Per la maggior parte, infatti, è tutto l'opposto: una selezione di brani che comprende il remix di Frosty Boy della celebre "Unbelievable" degli EMF, e "Chicago" dei Groove Aramada, solo per menzionarne un paio tra i numerosissimi esempi. Verso la fine del disco, l'atmosfera cambia notevolmente, con George che tradisce un amore inconfessato per il sound giamaicano, che è quasi un'adorazione, scegliendo canzoni di Eek-A-Mouse, Beanie Man e Clint Eastwood, prima di lanciarsi in quella che Paul Sullivan, nella recensione editoriale su Amazon.com, ha definito come la più spigolosa delle innumerevoli versioni mai realizzate per un altro classico, "Girl From Ipanema", con cui inizia, tra l'altro, un'altra delle sue compilation più famose. A parte questa nota ruvida sul finale, la compilation si presenta nel complesso come un lavoro vario, fluido e senza intoppi.
Delle 38 tracce in totale, molte sono connesse, sotto diversi aspetti, a DJ George. La traccia intitolata "Auto Erotic", dei Dark Globe, vede Boy George come coautore. Il produttore e remixer Kinky Roland, che appartiene all'etichetta di Boy, la More Protein (e costituisce di fatto l'altra metà di The Twin, il recente progetto di elettronica del cantante sotto pseudonimo), partecipa con la sua "This Time Around", oltre ad aver scritto il brano "Zing" degli Yo 2 Go!, e remixato "Theme From Belle Ville" di Belle Ville (o Belville), entrambe di notevole impatto. C'è poi anche Eve Gallagher (già nel duetto di "Spooky Truth" su The Unrecoupable One Man Bandit di Boy George, del 1999), con un'altra canzone degna di nota, "Music Is A Kind Of Lovin'", di cui è di nuovo coautore lo stesso George, che ha anche personalmente remixato "Unbelievable" degli EMF. "Lean On Me" è un vero e proprio gioiellino, di cui è coautrice Linda Duggan, una delle coriste più dotate dei Culture Club (e forse l'unica grande assente è proprio Zee Asha Cowling, vera erede di Helen Terry, che ha accompagnato la band per tutta la riunione 1998-2002, senza abbandonare il cantante neanche nei suoi lavori solisti). Quanto a "Lean On Me", la canzone è eseguita dagli SFTG, acronimo che sta per Sound From The Ground, assieme a Colein, che altri non è che Boy in persona, nascosto sotto l'ennesimo pseudonimo (già utilizzato nella precedente compilation, Essential Mix). Non a caso, un'altra traccia che rifulge di luce propria è "Zing", interpretata appunto da Colein. Da non dimenticare neanche "Rise Up" dei Sunkids featuring Chance, e "Watcha Gonna Do?" di Shauna Solomon.
Per quanto riguarda invece i particolari formali esteriori, l'imballaggio consiste in un doppio CD, in confezione deluxe cartonata, contenente un libretto di 6 pagine, in cui George annuncia il nuovo sito Web in costruzione, Iamboygeorge.com, dando notizie aggiornate sulle sue varie performance radiofoniche come DJ.

## Tracce

### CD 1
1. Gyromancer (Brunner) – PMT - 2:52
2. Nightstalker (Gibbs) "Meat Katie Mix" – Altitude - 1:55
3. Auto Erotic (O'Dowd/Frost) "Globo Cop Mix" – Dark Globe - 4:31
4. Synergy (Dobre/Jamez) "John Graham's Quivver Mix" – Trancesetters - 3:05
5. Plasmids (Dobre/Jamez) "Oscar G Remix" – The Tatabox Inhibitors - 2:22
6. Keep It Coming (Fisher) "Cf's Queen Street Orchestra Mix" – 7 featuring Mona Monet - 3:47
7. Live To Tell (Madonna/Leonard) "David Morales Bonus Beats" – Lucrezia - 1:53
8. This Time Round (Faber) – Kinky Roland - 3:40
9. Bring Yourself (Beaver/Pember) – Meat Katie - 3:10
10. Pixelts (Roberts) – UBU - 4:23
11. Hooker (Beaver/Gray) – Soundbox - 3:19
12. Exist (Millner/Morrison) – Lee Morrison - 3:04
13. U Get So U Give (Thompson) –  Moonface - 2:22
14. Wasteland (De Goeiji/DJ Tiësto) "Chab Remix" – Kamaya Painters - 4:02
15. Flight 643 (DJ Tiësto) "Jaimy & Kenny D Remix" – DJ Tiësto - 4:40
16. Policeman Skank/The Story Of My Life (Audioweb) "Rinse Out Mix" – Audioweb - 5:05
17. Dance To The Music (Lock/Burns) "Lock & Burns Mix" – Eddie Lock & Dylan Burns - 3:26
18. Into The Groove (El Idrissei/Jey) – Sharam & Youssef - 3:17
19. Over My Shoulder (Gath, Gordon, Kampta, Ryder) "I-Jack Deep Pan Mix" – Rey - 3:50
20. Fatal (Wirz) "Deep Air Mix" – Greed 2 featuring Lesley - 4:31
21. Sputnik one (Heller) – Pete Heller presenting Stylus Trouble - 6:23

### CD 2
1. Unbelieveable (EMF) "Frosty Boy Remix" – EMF - 2:53
2. Music Is A Kinda Lovin' (Frost/O'Dowd) – Frosty Boy featuring Eve Gallagher - 3:28
3. Ho's Funkin' Tonight (Beaver/Giroy/Junior) "Vocal Mix" – Glasgow Gangster Funk - 2:59
4. Nightlife aka Nitelife (Singley/Burke/Jackson) "Ess Dee Vocal Mix" – Kim English - 4:13
5. Chicago (Cato/Findlay) "Album Version" – Groove Armada - 5:20
6. Rise Up (Dondaldson/Wilkman) "Original Mix" – Sunkids featuring Chance - 5:27
7. Watcha Gonna Do (Soloman/Bartet) "Draumatic Mix" – Shauna Soloman - 3:42
8. Zing (Roland/McCoy) – Yo 2 Go! - 2:28
9. Theme From Belle Ville (Roland) "Vocal Mix" – Belle Ville aka Belville - 4:19
10. See Me Here (Tate/Davis) "Skope's Vocal Dub Remix" – Orion - 4:10
11. Lean On Me (Jones/Woolfson/Duggan) "House Mix" – SFTG Sound From The Ground & Colein - 3:41
12. Givin' Up (McCoy) "Radio Edit" – Hairy Diamond - 2:34
13. Who Am I (Davis/Harding) "Playground Mix" – Beenie Man - 3:14
14. Another One Bites The Dust (Brammer/Hislop/Lawes) "Album Version" – Clint Eastwood & General Saint - 3:40
15. Gangsta Smugglin'/Dope Smugglin'  aka Ganja Smugglin'  (Lawes/Hylton) "Album Version"  – Eek-A-Mouse - 3:48
16. Slip Into Something More Comfortable (Karger/Waters/Wells/Blackburn) "Album Version" – Kinobe - 3:29
17. The Girl From Ipanema (de Moraes/Gimbel/Jobim) "Original 12" Mix" – Boogie Macs - 4:43

## Credits
- Boy George: dee-jay, mix, performer principale
- Leebert Morrison, Eve Gallagher, EMF, Audioweb, Groove Armada, Colein, DJ Tiësto, Trancesetters, PMT, Sunkids, Altitude, General Saint, Kim English, Kamaya Painters, Beenie Man, Boogie Macs, Kinobe, Glasgow Gangster Funk, Moonface, UBU, Stylus Trouble: performers
- Alec Shantzis, Terry Burns: tastiere
- Gary Wilkinson, Stephen Barken, Tom Lord-Alge: tecnico del suono
- Tony Humphries, Mauro Ferrucci, Frankie Tamburo: produttore esecutivo
- Kinky Roland, Stephen Lironi, Chab: produzione
- Meat Katie, Johnny Graham: produzione, remixing
- B. Burke, Pete Heller, S. Jackson: arrangiamenti, produzione
- Deep Swing, David Morales: remixing
- Cevin Fisher: tecnico del suono, missaggio
- Chris Alexander: masterizzazione
- Lucrezia: voce, cori
- Thommy Vee, Sisco: cori

## Dettagli pubblicazione
| Paese       | Data | Etichetta    | Formato | N° Catalogo |
| Regno Unito | 2001 | Trust The DJ | CD      | TTDJ 001    |